# Карпоносов, Арон Гершович
Арон Гершевич Карпоносов (1902, село Верхнее, Киевская губерния, Российская империя — 1967, Куйбышев, СССР) — генерал-лейтенант Советской Армии.

## Биография
Родился 10 августа 1902 года в бедной еврейской семье. В Красной Армии с 1920 года. Окончил пехотную школу и академию им. Фрунзе.
В октябре 1941 при эвакуации Генерального штаба в Куйбышев А. Г. Карпоносов был оставлен в Москве в составе малочисленной оперативной группы для обслуживания Ставки. 28 октября 1941 четверым членам оперативной группы были присвоены очередные воинские звания: А. М. Василевский стал генерал-лейтенантом, А. Г. Карпоносов, В. В. Курасов и Ф. И. Шевченко — генерал-майорами. С 14 февраля 1942 член новообразованного Транспортного комитета при ГКО.
С апреля 1942 по октябрь 1946 А. Г. Карпоносов занимал должность начальника Главного организационного управления — заместителя начальника Генерального штаба по оргвопросам. Ведал вопросами организационной структуры всех родов войск, планировал укомплектование фронтов, контролировал готовность резервов и наличие обученного маршевого пополнения, отвечал за дислокацию и учёт численности войск в военных округах, учёт потерь на фронтах.
А. Г. Карпоносову подчинялись отделы военно-учебных заведений и оперативных перевозок.
Через последний ставились задачи органам ВОСО на переброску войск при подготовке операций и в ходе их.
30 января 1943 года после завершения Сталинградской битвы А. Г. Карпоносову было присвоено воинское звание генерал-лейтенант.
20 октября 1946 года генерал-лейтенант А. Г. Карпоносов был назначен заместителем начальника штаба Приволжского военного округа. Уволен в отставку в 1958 году.
Умер 14 июня 1967 года. Похоронен на кладбище Городское в Куйбышеве (ныне Самара).

## Отзывы
С. М. Штеменко так писал об А. Г. Карпоносове в своей книге «Генеральный штаб в годы войны»:

«Это был настоящий генштабист — умный, очень трудолюбивый и исполнительный, вежливый, но мягкий и немного робкий. Порученный ему участок работы он знал очень хорошо, вел дело умело и тщательно и всегда говорил правду. Но вот по службе ему как-то не везло. Есть на свете такие „невезучие“ люди: каждый промах их заметен, когда они не виноваты — им ставится в вину ошибка другого, и они не в состоянии себя защитить. Не подошли своевременно к фронту резервы — виноват Карпоносов, хотя повинны в этом органы путей сообщения; Главупраформ не подал своевременно пополнение для дивизий — обвиняют его же, мотивируя это отсутствием своевременной заявки на пополнение, и т. д. Мы не раз с А. И. Антоновым слышали от Сталина нелестные отзывы о Карпоносове, хотя Верховному Главнокомандующему было известно, что дело своё тот знает и ведет хорошо. И не раз А. И. Антонов защищал его, когда Сталин предлагал поставить на эту работу другого генерала. Вскоре после окончания войны на Дальнем Востоке И. В. Сталин опять поставил вопрос о Карпоносове. — Надо опыт, накопленный в Генштабе, передавать военным округам,— сказал он, как обычно неторопливо прохаживаясь вдоль стола. — Генштаб теперь должен сократиться, и всех освобождающихся следует направить в округа. Вот и ваш любимчик Карпоносов, —
продолжал он,— тоже пусть едет передавать опыт. Куда вы его предлагаете определить? — неожиданно спросил Сталин, обращаясь к Антонову. У Алексея Иннокентьевича слова застряли в горле: он приготовился защищать Карпоносова, но своим вопросом И. В. Сталин, как он нередко делал, когда не хотел выслушивать объяснений, лишил его этой возможности. — Разрешите подумать,—
ответил Антонов. — Хорошо. Подберите ему должность заместителя начальника штаба в одном из округов.»

## Семья
Внук А. Г. Карпоносова — известный фигурист Геннадий Карпоносов.